# Пумпуанг Дуангчан
Пумпуанг Дуангчан (тай. พุ่มพวง ดวงจันทร์) або Пуенг (тай. ผึ้ง);  — таїландська співачка та відома акторка. Вона одна з провідних представників жанру поп-лук тхунг. Її популярна пісня 《Nak Rong Baan Nok》(นักร้องบ้านนอก).
У 2018 її показали в Google Doodle, на її 57-й день народження.

## Дискографія

### Студійний альбом
- 1973 : Kaew Ror Phee (แก้วรอพี่)
- 1976 : Nak Rong Baan Nok (นักร้องบ้านนอก)
- 1982 : Nad Phop Na Ampoer (นัดพบหน้าอำเภอ)
- 1984 : Ue Hue Lor Jang (อื้อฮือหล่อจัง)
- 1986 : Take Ka Tan Phook Bo (ตั๊กแตนผูกโบว์)
- 1987 : Noo Mai Roo (หนูไม่รู้)
- 1991 : Kho Hai Ruai (ขอให้รวย)
- Som Tam (ส้มตำ)